# Universidad Pontificia de México
La Universidad Pontificia de México es una universidad católica mexicana, erigida por la Conferencia del Episcopado Mexicano y aprobada por la Santa Sede. Se rige por el Derecho Canónico, por la constitución apostólica Ex Corde Ecclesiae, por los ordenamientos pertinentes de la Conferencia del Episcopado Mexicano, por la legislación civil mexicana aplicable y por los estatutos y sus reglamentos complementarios.

## Antecedentes
En febrero de 1537 el primer Obispo de México, Juan de Zumárraga, suplica al Emperador Carlos V el establecimiento de una Universidad en donde se enseñen todas las facultades, ciencias y Sagrada Teología. Súplicas posteriores de autoridades civiles y de frailes evangelizadores hacen que la Corona española se interese en tan grave asunto y procure dar los medios económicos (1547).
El Emperador Carlos V erige la Real y Pontificia Universidad de México con cédula del 21 de septiembre de 1551, y se inauguran solemnemente los cursos el día de la fiesta de la Conversión de San Pablo del año de 1553.
Poco tiempo después, el Papa Paulo IV confirma a la Universidad concediéndole gozar de los privilegios de la Universidad de Salamanca (1555). Dicha Universidad conservó este nombre hasta el año de la Independencia (1821), después del cual se llamó "Pontificia y Nacional Universidad de México", hasta el año de 1862.

## México independiente
Desde la vida independiente de México hasta el citado año de 1862 hubo una serie de clausuras y reaperturas de la Pontificia y Nacional Universidad. Las clausuras significaban la intención del partido político progresista en el poder de abolir la enseñanza de la teología y de la filosofía eclesiástica que se venían impartiendo en la Universidad.

## Las dos universidades
Cuando oficialmente vuelve a haber universidad en México, se llama simplemente Universidad de México o Universidad Nacional de México. Justo Sierra, su promotor, en el discurso de apertura (23 de septiembre de 1910) la proclama sin ninguna conexión con la Universidad Pontificia.
En el año de 1895 se fundó, por parte de la jerarquía mexicana, la Pontificia Universidad de México, sin conexiones con la Nacional, que recibió su Bula de establecimiento el 14 de diciembre de 1895 de parte del Papa León XIII.
En 1932 tuvo que cerrar sus puertas dadas las circunstancias adversas, debidas a la persecución anticlerical.
Entre 1949 y 1952, el entonces Arzobispo de México Mons. Don Luis María Martínez Rodríguez, pide su reapertura.
En 1958, el Arzobispo de México, cardenal Miguel Darío Miranda Gómez, presentó a la entonces Sagrada Congregación de Seminarios y Universidades una nueva petición para volver a formar la Universidad Pontificia de México aunque, en un sentido estricto, su esencia no es la misma que la universidad fundada en el siglo XVI. La Santa Sede aceptó dicha petición, anotando que debería tener carácter nacional y estar bajo el cuidado inmediato de todos los obispos mexicanos.

## Reapertura de la Universidad Pontificia
En 1967, la Sagrada Congregación para la Educación Católica pide como paso previo la creación de un Instituto Superior de Estudios Eclesiásticos. El 30 de noviembre de 1967 se crea dicho instituto.
En los años de 1971-1972 se forma una Comisión en el seno de la Conferencia del Episcopado Mexicano (CEM) con la finalidad de promover la creación de una Facultad Teológica. Dicha Comisión, presidida por Monseñor Rosendo Huesca y Pacheco, entonces obispo auxiliar de Puebla, recaba amplia información sobre la necesidad de la Universidad Pontificia de México y los renglones que debería cubrir. En esta ocasión se entrevistó al respecto a los obispos de toda la República Mexicana, a los Superiores de Seminarios Mayores y Casas de Formación Religiosa, a Universidades Católicas Latinoamericanas y Mexicanas, a la Delegación Apostólica y a laicos.
Finalmente, en 1980, la CEM forma una nueva Comisión Episcopal para lograr la aprobación Pontificia de la Universidad y su posterior reapertura, a cargo de Monseñor Javier Lozano Barragán, entonces Obispo Auxiliar de México. Esta última comisión presenta los Estatutos a la Santa Sede, después de haberlos elaborado en colaboración con todos los obispos mexicanos, basada fundamentalmente en la Constitución Apostólica “Sapientia Christiana”.
El 29 de junio de 1982, fiesta de San Pedro y San Pablo, en la Insigne y Nacional Basílica de Nuestra Señora de Guadalupe, el Emmo. Sr. Cardenal Sebastiano Baggio, Delegado Pontificio, en la Misa concelebrada por los miembros de la CEM, restituye la Universidad Pontificia de México, erigiendo canónicamente la Facultad de Teología. Es nombrado Primer Gran Canciller el Cardenal Ernesto Corripio Ahumada, por ser presidente de la CEM, y también es nombrado rector designado de la UPM y presidente de la Facultad de Teología, el señor presbítero doctor Jorge Medina Orozco, quien en 1986 es electo y confirmado en su cargo por cuatro años más.
Como fondo inicial, la CEM dona a la UPM 40,000 volúmenes de la antigua Biblioteca del Seminario de Montezuma (Estados Unidos) y su rica Hemeroteca.
El 13 de febrero de 1986 se lleva a cabo la erección de la Facultad de Filosofía con Decreto dado en Roma por la Congregación para la Educación Católica.
El 4 de septiembre de 1995 la Congregación para la Educación Católica erigió el Instituto de Derecho Canónico, cuyos anteriores estudios se realizaron, desde el inicio de la Universidad, como Área de la Facultad de Teología.
El 22 de marzo de 1997 la misma Congregación erigió el Instituto de Ciencias Religiosas, que comenzó a funcionar a partir del curso 1997-1998.
El 25 de enero de 2012 la Congregación para la Educación Católica otorga a la universidad el reconocimiento de ser la misma institución que la Real y Pontificia Universidad de México

## Cursos y grados
La Facultad de Derecho es la primera de las carreras civiles que se fundó en la Universidad Pontificia. Inició sus cursos de Licenciatura, en agosto de 1997, con reconocimiento de validez oficial de la Secretaría de Educación Pública por acuerdo 962152 del 15 de octubre de 1996. Según acuerdo 994126 del 23 de febrero de 1999, la SEP reconoce también la Maestría en Derecho. El Doctorado en Derecho Eclesiástico del Estado fue reconocido por la SEP según acuerdo 995324 del 3 de septiembre de 1999.
La Facultad de Filosofía obtuvo el reconocimiento oficial de Licenciatura SEP el 28 de agosto de 1997 con acuerdo 972348. La Facultad de Teología lo obtuvo el 19 de febrero de 1998 con acuerdo 982027. Según acuerdo 994333 del 24 de septiembre de 1999, la SEP reconoce también la Maestría en Historia del Catolicismo en México que inició sus cursos en 2017.